# Philander opossum
Philander opossum är en pungdjursart som först beskrevs av Linné 1758. Philander opossum ingår i släktet Philander och familjen pungråttor. IUCN kategoriserar arten globalt som livskraftig.
Pungdjuret förekommer i Centralamerika och norra Sydamerika från södra Mexiko till centrala Brasilien. I bergstrakter når arten 1600 meter över havet. Arten föredrar fuktiga områden men den hittas även i alla andra landskap med växtlighet. Individerna är aktiva på natten och har bra simförmåga.
Pungdjuret blir mellan 53 och 60 cm långt (inklusive svans), och har 3 till 3,3 cm långa öron. Philander opossum väger 200 till 600g. Artens päls har på bålens ovansida en ljusgrå till svartaktig färg. Påfallande är en ljus punkt över varje öga. Undersidan inklusive kinderna är täckt av vitaktig päls. På svansens främre del förekommer hår som likaså är ljusgrå till svart. Den nakna bakre delen är närmast bålen mörk och vid spetsen vit. Hos honor får pälsen på pungen (marsupium) under fortplantningstiden en orange skugga. Ljusa exemplar kan förväxlas med brun fyrögonpungråtta men den senare är mera brunaktig, mera smal och har en spetsigare nos. Djuret är en bra simmare och kan klättra i träd enkelt. Pungdjuret är en allätare, och dess diet består huvudsakligen av frukt, krabbor, och grodor. Bara två individer har upphittats i Mexico, och de var båda fångade i en tropisk regnskog. De kan få mellan nio och en unge per år, men inte mycket mer är känt om deras parningscykel.
Pungdjuret bygger sina bon i skrevor mellan stenar eller i hål i marken. När honan inte är brunstig lever varje individ ensam men de har överlappande revir.

## Underarter
Arten delas in i följande underarter:
- P. o. canus
- P. o. fuscogriseus
- P. o. melanurus
- P. o. opossum